# Gosvamin
Les Gosvamins (IAST: Gosvāmin, anglicisé en Goswamin) sont un groupe de théologiens et professeurs de l'hindouisme qui au XVIe siècle ont marqué le mouvement des vishnouïtes Gaudiya essentiellement présents au Bengale, à l'Est de l'Inde. Ils utilisaient la terminologie de l’esthétique du rasa, l’expérience du sublime, considérant le dieu Krishna comme le seul héros (nayaka) et sa vie la seule scène, atteindre le rasa équivalant à la libération, au moksha.